# Церезин
Церези́н — смесь предельных углеводородов с числом атомов углерода в молекуле от 36 до 55. Имеет молекулярную массу около 700. Состоит в основном из слаборазветвлённых изоалканов, небольшого количества алканов нормального строения, нафтенов с длинной боковой цепью.
Церезин получают из нефтяного сырья, в основном из петролатума (смесь церезина, парафина и нефтяных масел) и озокерита. Также производится синтетический церезин.

## Физические свойства
Воскообразное вещество без вкуса и запаха от белого до коричневого цвета, в воде и этаноле не растворяется, растворяется в бензоле. Температура плавления 65—88 °C. В зависимости от температуры плавления (температуры каплепадения) выпускаются марки «65», «70», «75» и «80».

## Применение
Церезин применяется как компонент пластичных смазок, наполнитель термостатов систем охлаждения двигателей внутреннего сгорания, изоляционный материал в радио- и электротехнике, пропитка для упаковочных материалов, в составе вара, флегматизатор для взрывчатых веществ, при изготовлении свечей, для консервации оборудования и техники. Специально очищенные сорта применяют в косметической и пищевой промышленности, а также в медицине.